# Origami

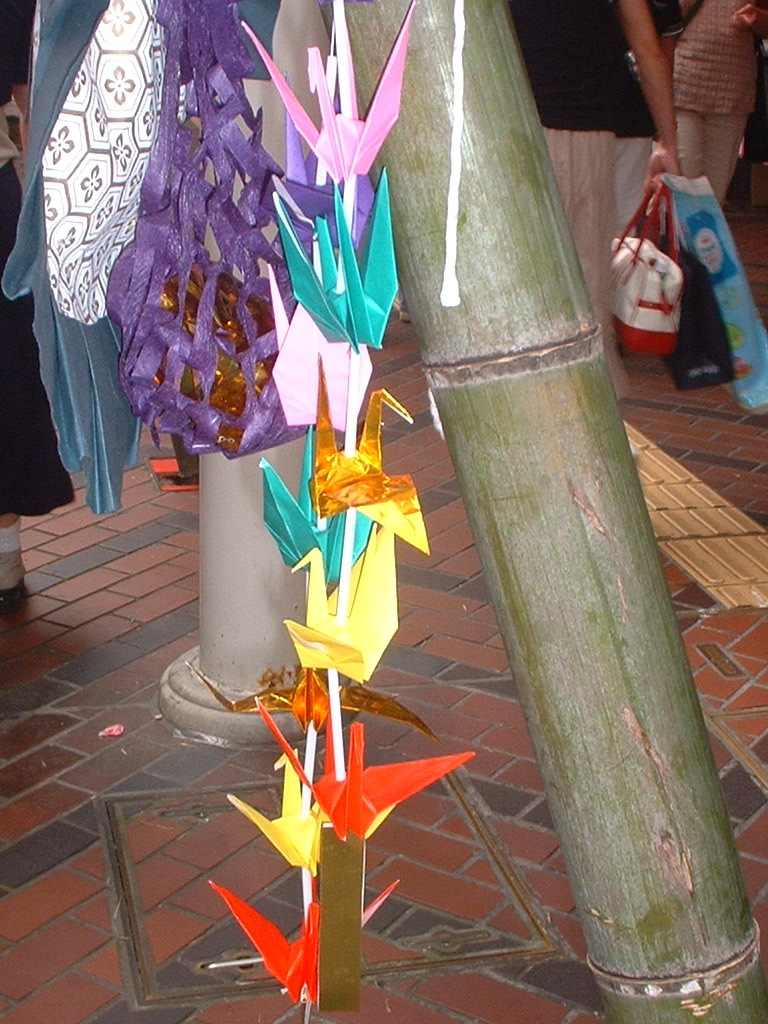
Ngàn cánh hạc giấy, dùng trong dịp lễ hội Tanabata (Thất Tịch)

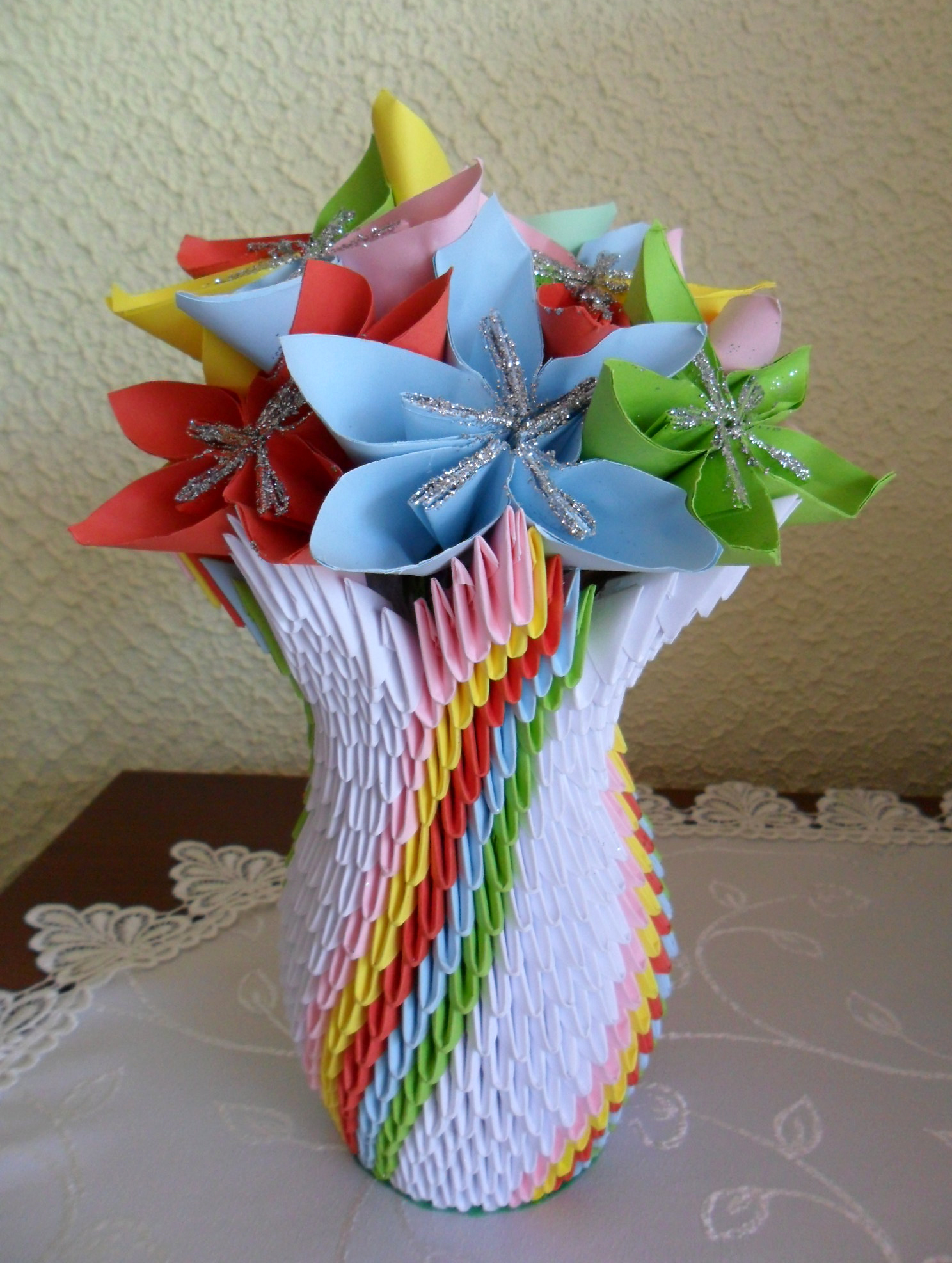
Cánh hoa và bình hoa bằng giấy

Origami (tiếng Nhật: 折り紙, phát âm tiếng Nhật: [oɾiɡami]  hay  [oɾiꜜɡami]) là một loại nghệ thuật gấp giấy có xuất xứ từ Nhật Bản. Chữ origami trong tiếng Nhật bắt nguồn từ hai chữ: ori là gấp hay xếp và kami là giấy. Origami chỉ được dùng từ 1880; trước đó, người Nhật dùng chữ orikata. Origami kết hợp những cách gấp đơn giản để biến miếng giấy hình chữ nhật (2 chiều), mà thường là hình vuông, thành những hình phức tạp (3 chiều), không cắt dán trong quá trình gập, đây cũng là xu hướng của origami hiện đại. Không giống như người ta thường nghĩ, các quy tắc origami truyền thống của Nhật Bản (bắt đầu từ khoảng triều Edo 1603-1867), lại ít nghiêm ngặt hơn origami hiện đại: giấy gấp có thể là hình tròn, tam giác, và có thể cắt dán trong quá trình gấp.

## Lịch sử
Thuật xếp giấy đã có từ khoảng thế kỷ thứ 1 hay thứ 2 ở Trung Hoa. Sau đó, thuật xếp giấy này đã lan sang Nhật vào thế kỷ thứ 6 và dần dà trở thành một nghệ thuật độc đáo của xứ Hoa Anh Đào. Origami truyền thống Nhật Bản có thể là để phục vụ lễ nghi, như noshi (triều Muromachi 1392–1573).

## Các mẫu origami
Mẫu origami có thể đơn giản như chiếc thuyền hay máy bay giấy chúng ta thường gặp, nhưng cũng có thể hết sức phức tạp như hình rồng, phượng, tháp Eiffel. Những mẫu origami phức tạp có thể dùng lá kim loại mỏng thay vì giấy thường để có thể giảm độ dày của mẫu gập. Origami hiện đại thay đổi rất nhiều, các mẫu thường được gấp khi ướt (gấp ướt) hoặc sử dụng vật liệu ngoài giấy và lá kim loại. Người Nhật xem origami như một phần văn hoá và truyền thống đất nước hơn là một hình thức nghệ thuật.
Một trong số những mẫu origami được biết tới nhiều nhất là hình con hạc. Con hạc là điềm tốt lành trong quan niệm của người Nhật. Truyền thuyết kể rằng ai gấp được 1000 con hạc giấy có thể biến điều ước thành thật. Sau câu chuyện về bé gái Nhật Sasaki Sadako năm 1955, hình ảnh hạc giấy cũng trở thành một biểu tượng của hoà bình.

## Hướng dẫn căn bản
Hầu như mọi mẫu gập phức tạp nhất đều có thể quy về các bước đơn giản theo lý thuyết hình cây. Ví dụ bạn muốn gập một con mèo thì đầu, thân và đuôi là một đường thẳng tựa như thân cây, 4 chân tạo thành bốn nhánh như các cành. Ứng dụng các nguyên tắc trong hình học topo để tạo hình chiếu, tìm ra các góc giấy là chân, đầu...vv... Ngày nay có rất nhiều tài liệu hướng dẫn origami. Máy tính cũng góp phần không nhỏ trong việc sáng tác ra các mẫu mới.
Ngày nay vẫn còn một số lượng lớn người yêu thích origami, tuy nhiên để theo đuổi và học cách gấp, cách sáng tác những mẫu mới thì không phải ai cũng làm được, vì nó đòi hỏi người ta có lòng kiên nhẫn và sự cẩn thận trong từng bước gập. Hơn nữa số lần gấp lại tỉ lệ thuận với sự phức tạp của mẫu, một mẫu gấp đơn giản như hình con bướm cũng trải qua trên dưới 100 bước. Tại Việt Nam, cũng có các nhóm bạn yêu thích origami hoạt động online, offline, trao đổi thông tin và gửi các sáng tác mới.

## Tác dụng với tâm lý

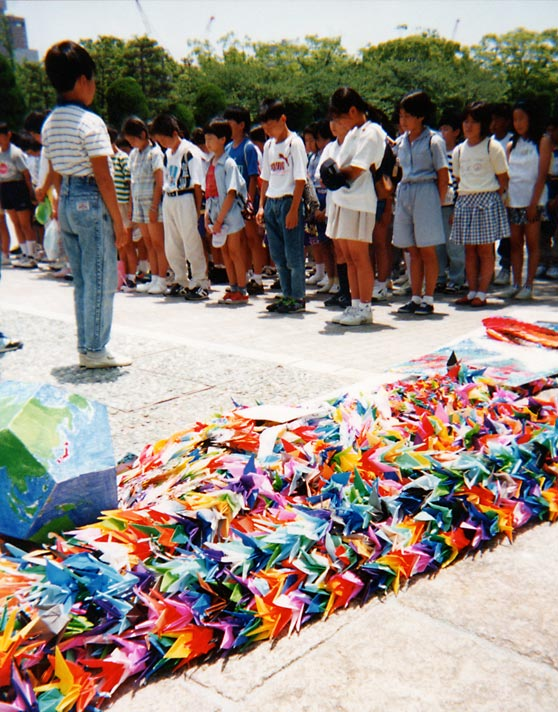
Học sinh Nhật Bản bên cạnh những hình giấy tự xếp

Origami là một nghệ thuật nhẹ nhàng tỉ mỉ. Nó đã chứng minh trong rất nhiều trường hợp có tác dụng làm êm dịu thần kinh, chữa bệnh mất ngủ và chống stress. Nhiều bác sĩ và chuyên gia vật lý trị liệu đã dùng origami như một liệu pháp bổ ích vật lý và tinh thần. Bác sĩ Ronald S. Levy, tại Hội Thảo Quốc tế lần thứ nhì về origami đối với giáo dục và trị liệu, đã kêu gọi dùng origami để phục hồi chức năng và trị liệu về tay.
Với nhiều người, Origami là thứ giải trí rất hữu hiệu, đặc biệt khi sáng tác một mẫu mới: tự do bay bổng, tự do tìm kiếm một thứ gì đó, mang màu sắc của riêng mình. Khi tự tay hoàn thành một mẫu khó, hay tự tay sáng tác một mẫu hay, thì cảm giác thật vui thích.

## Origami với toán học
Việc tạo được mẫu origami mới liên quan đến rất nhiều quy tắc hình học. Không phải ngẫu nhiên mà các cao thủ origami sáng tác được những mẫu phức tạp. Các cao thủ origami có phương châm "bạn nhìn thấy gì, tôi tưởng tượng được; bạn tưởng tượng gì, tôi gấp được." Một số nơi trên thế giới đã có nơi đưa origami vào thành một môn học, khởi điểm là ở mẫu giáo. Việc gấp giấy đem lại cho trẻ nhiều nhận thức hình học, và cả hình học trừu tượng: nhận biết hình tam giác, hình vuông, hình lục giác, tia phân giác một góc, đoạn thẳng, các đường nét, hình không gian, các khối 3 chiều.

## Hình ảnh

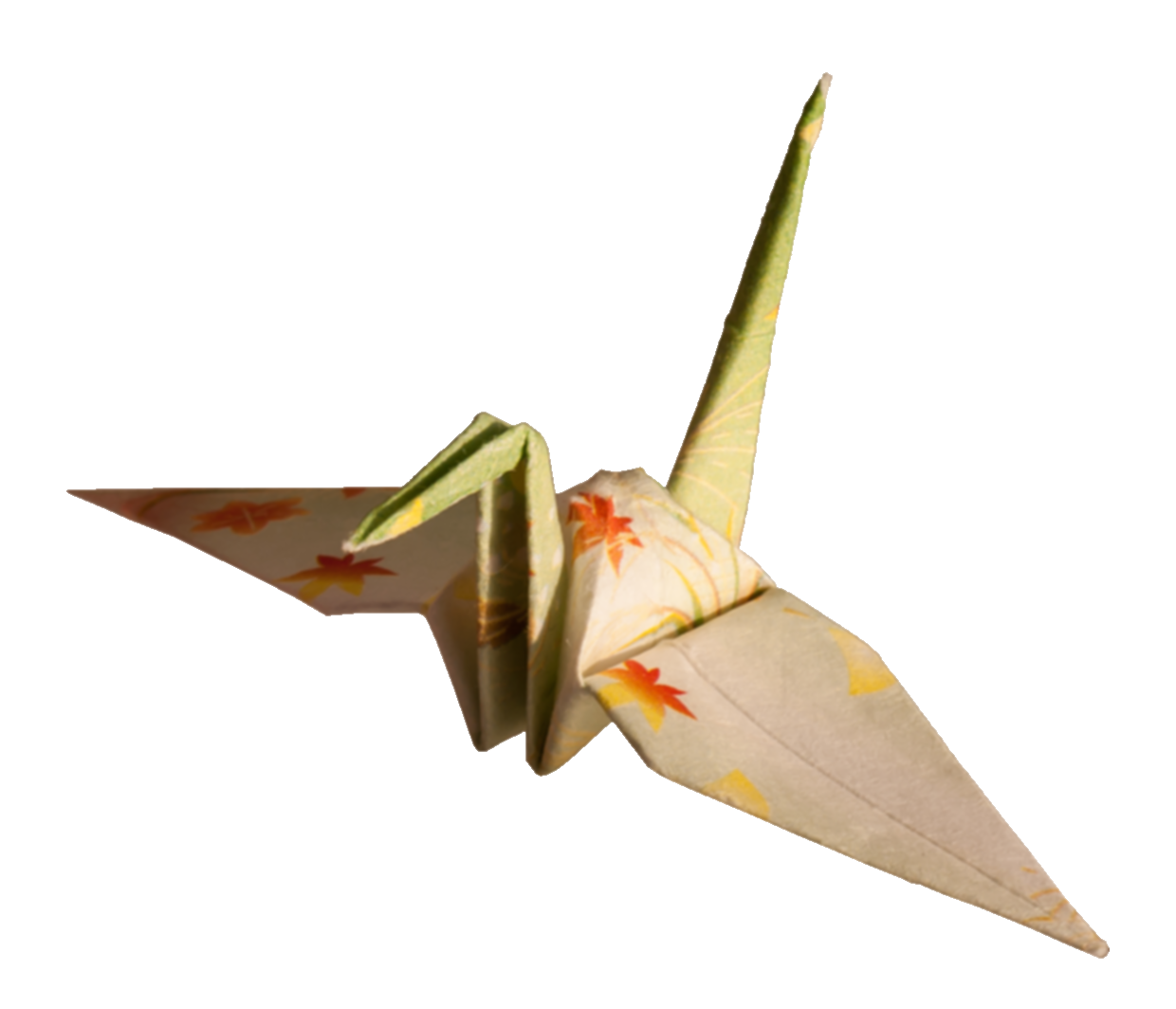
Con hạc giấy (Orizuru)
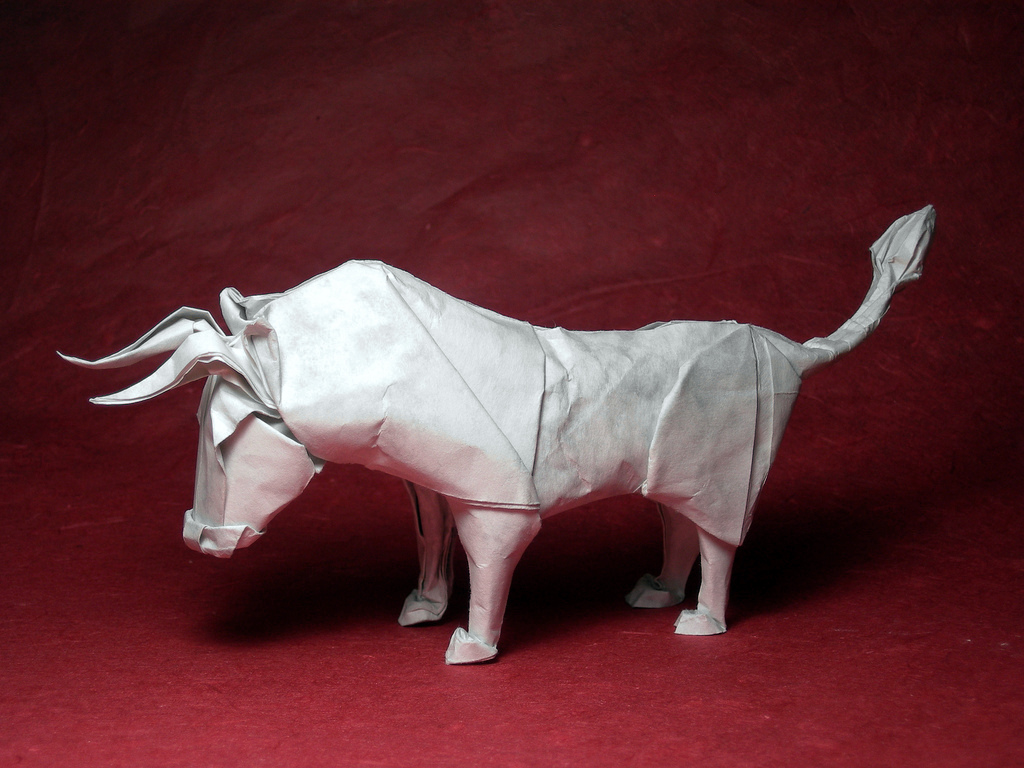
Con bò rừng, xếp giấy ướt
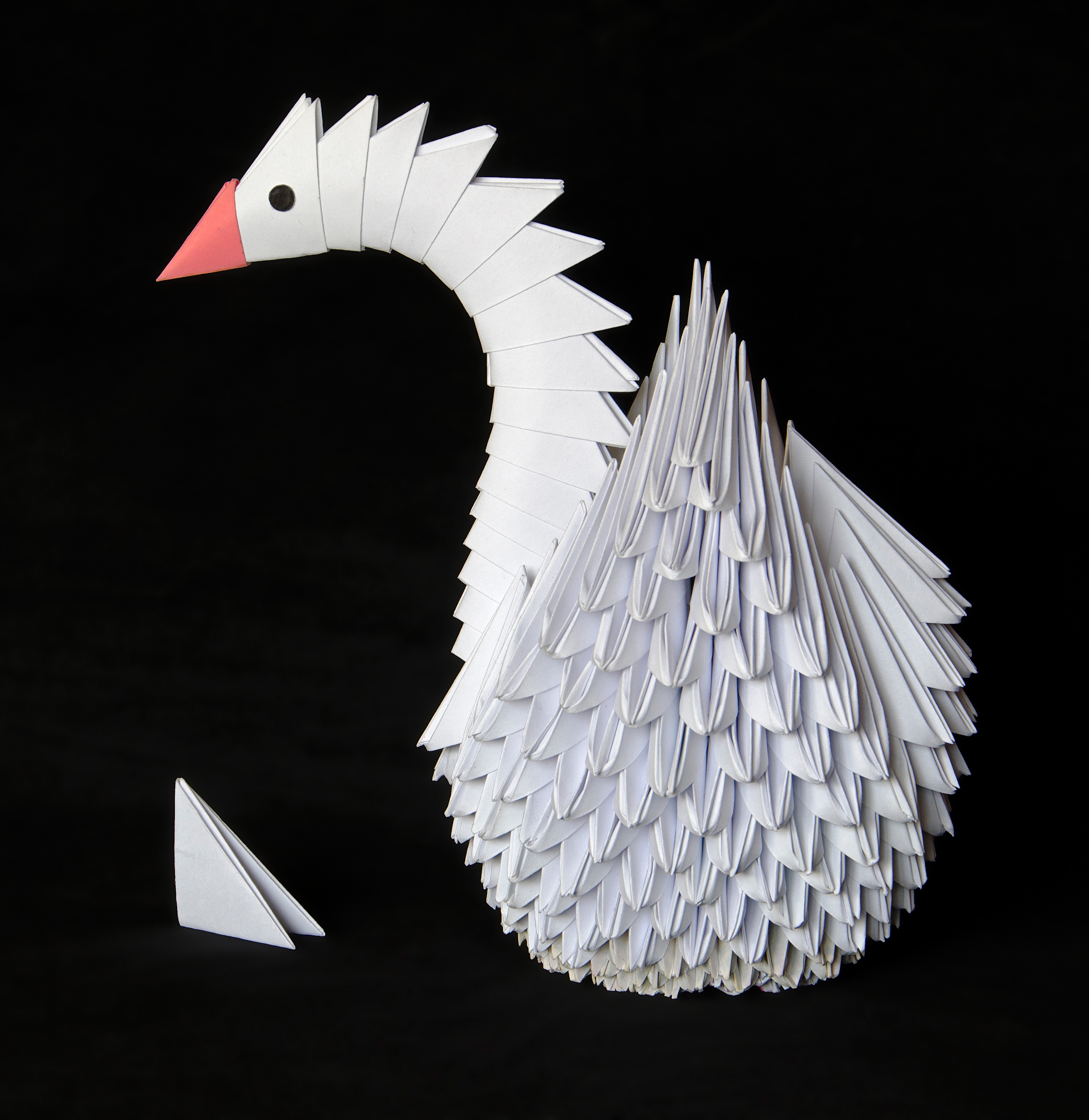
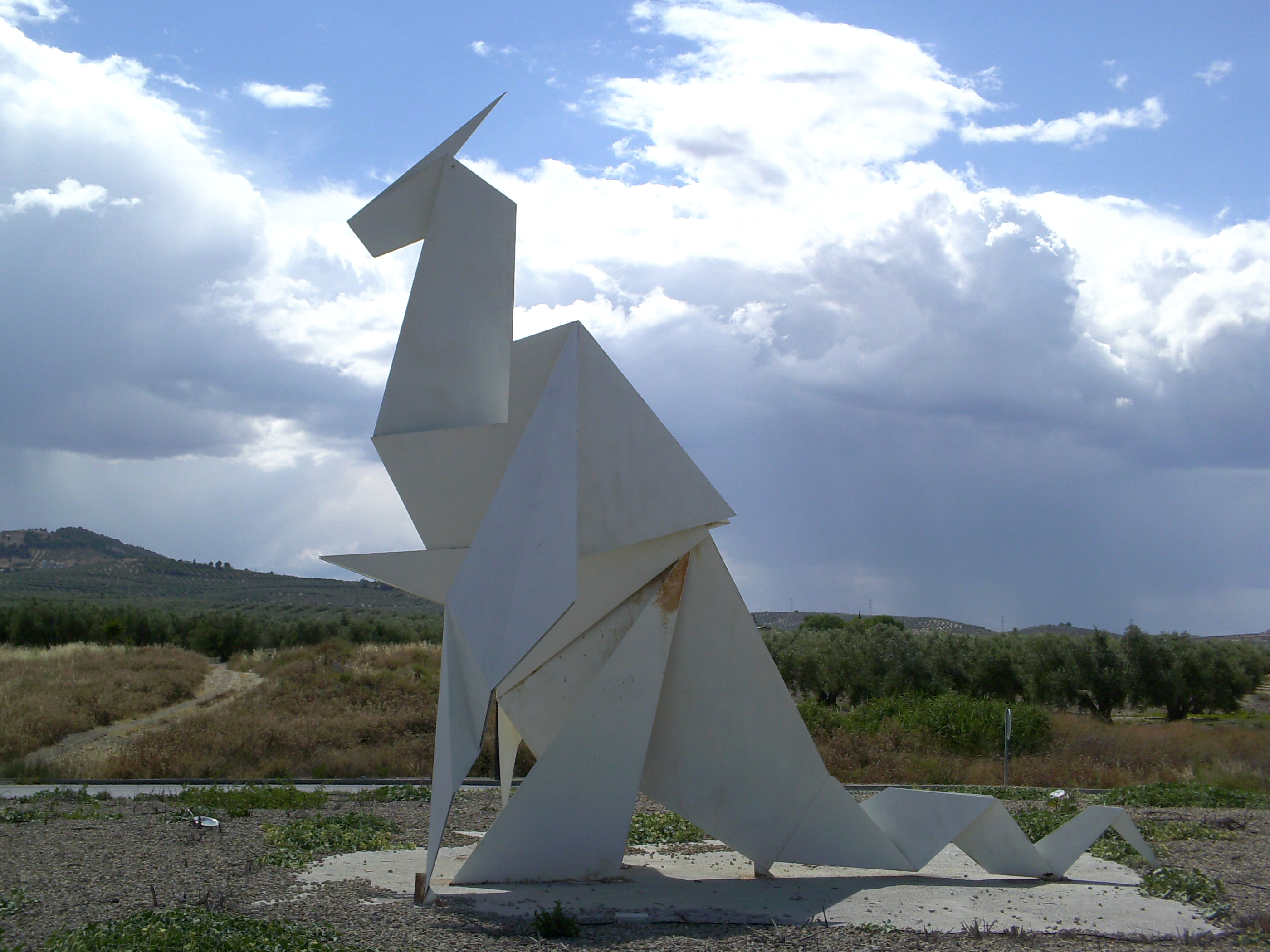
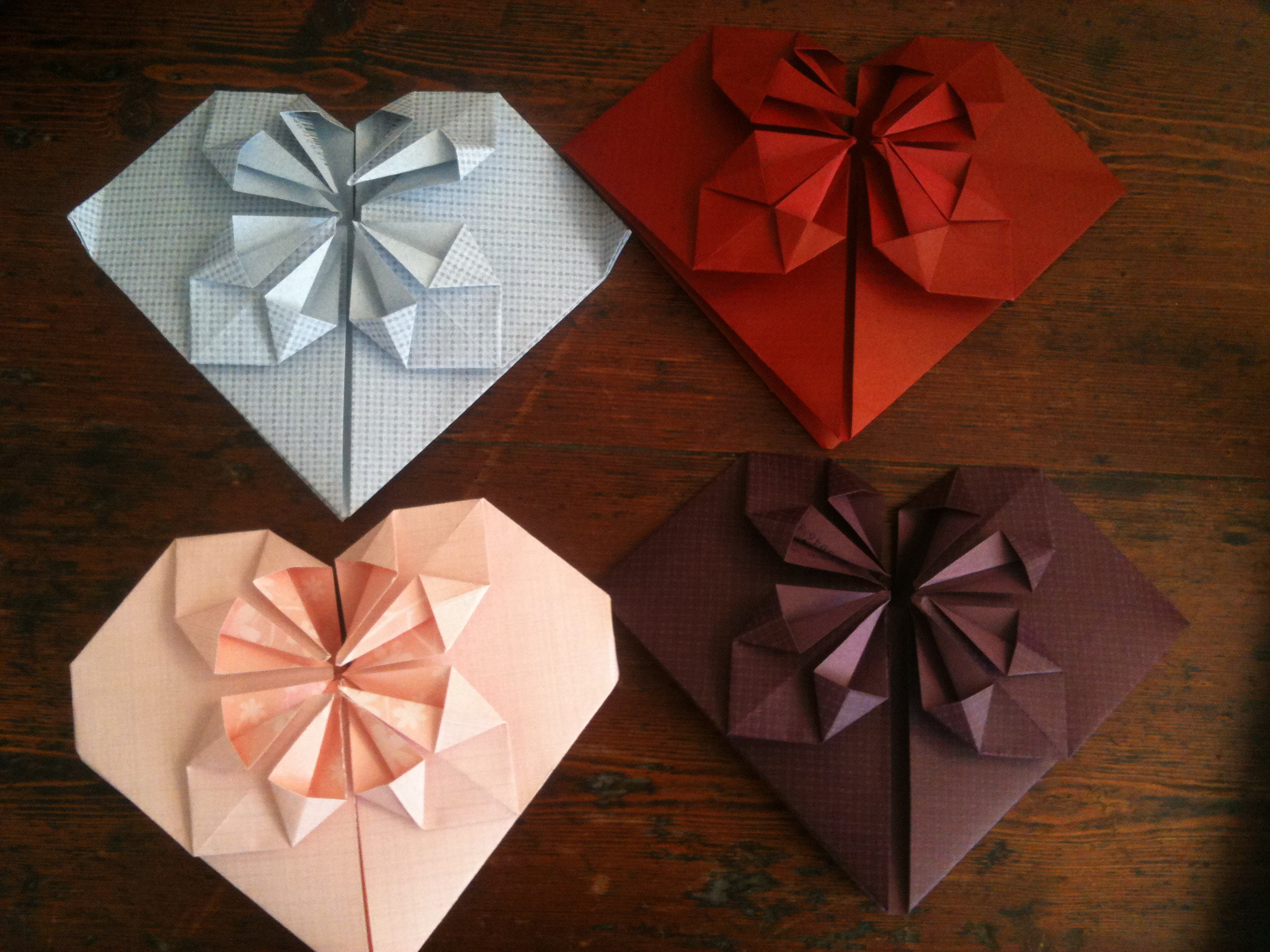
Những cánh tim
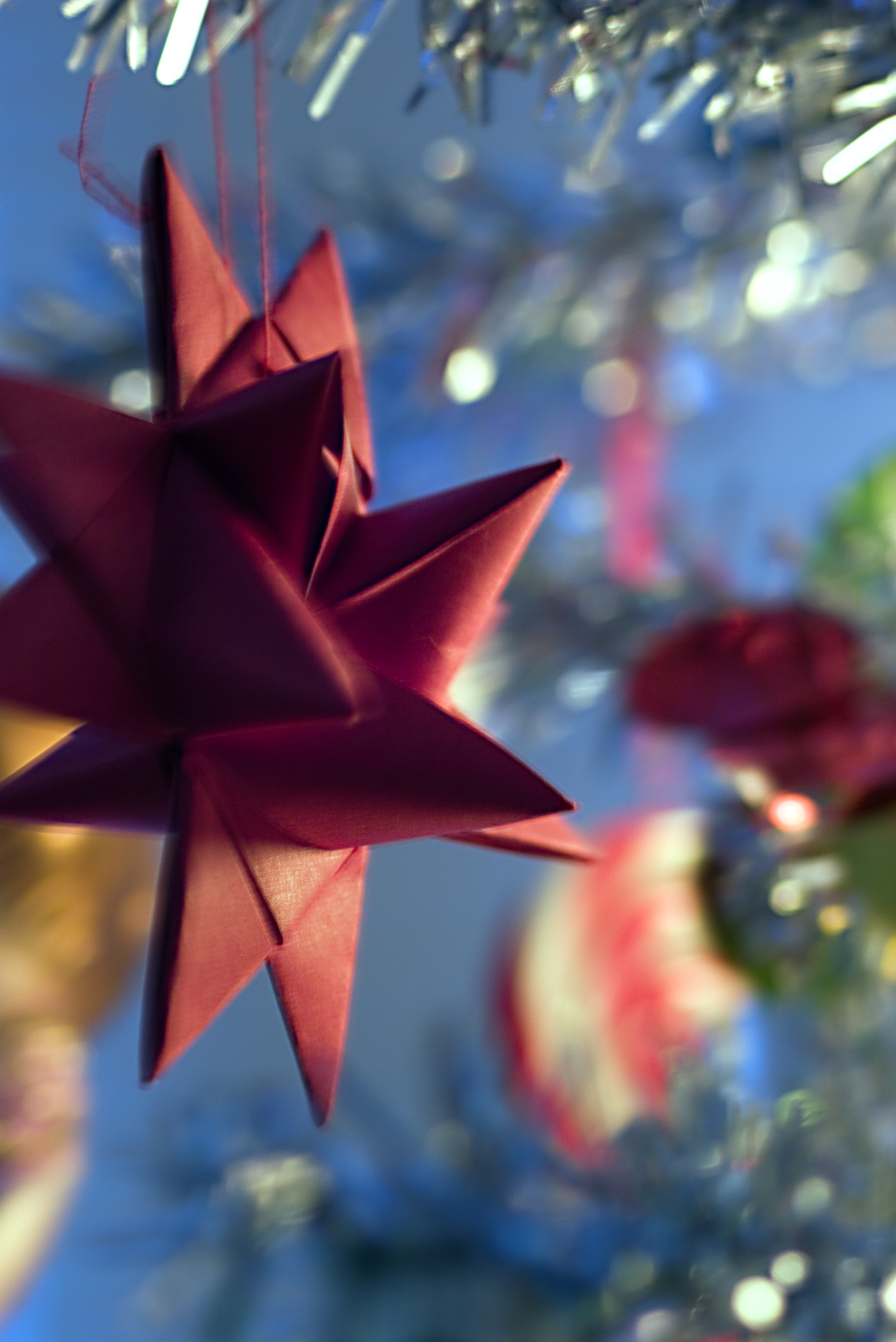
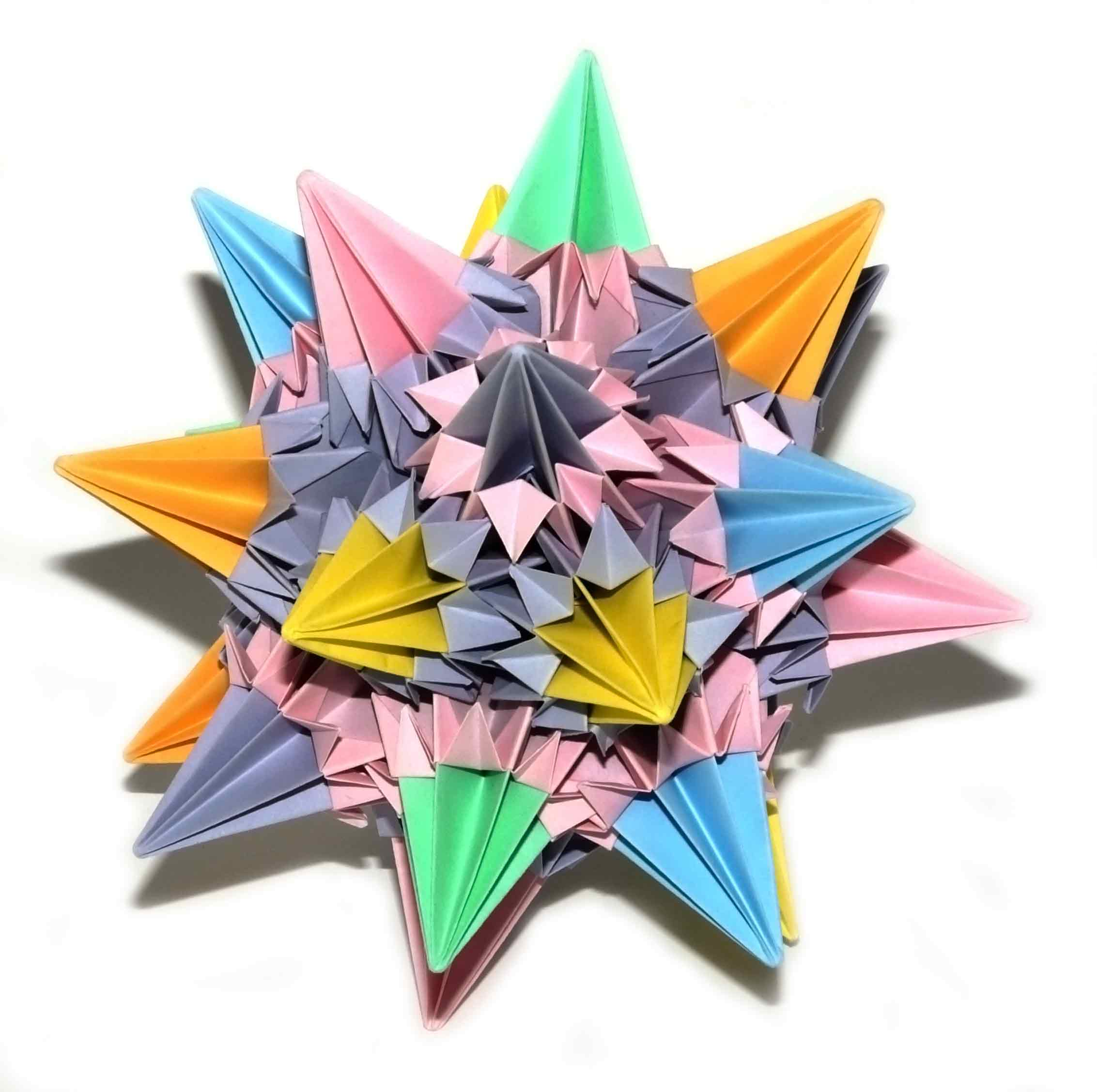
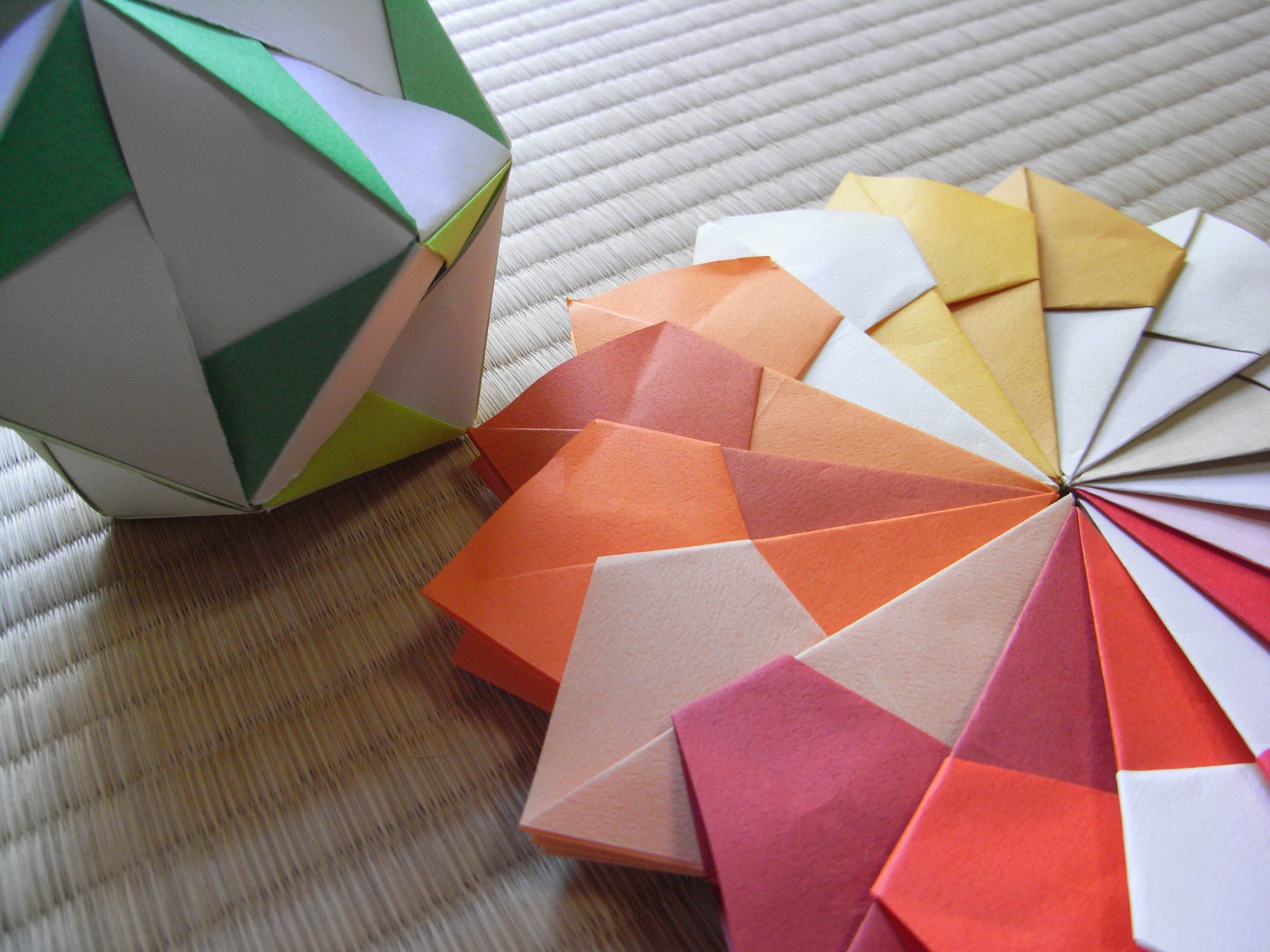
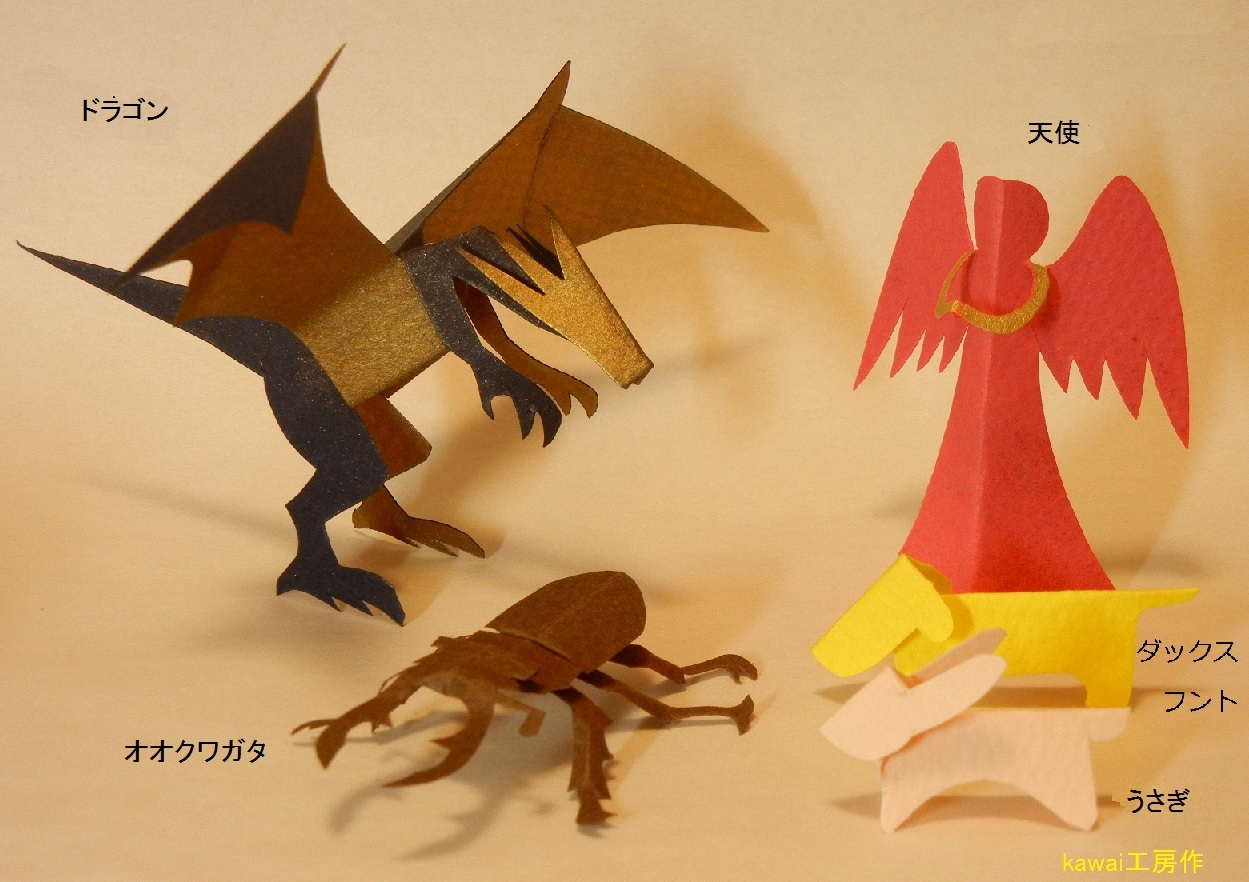
Các con thú xếp theo phong cách kiriorigami, đơn giản hơn
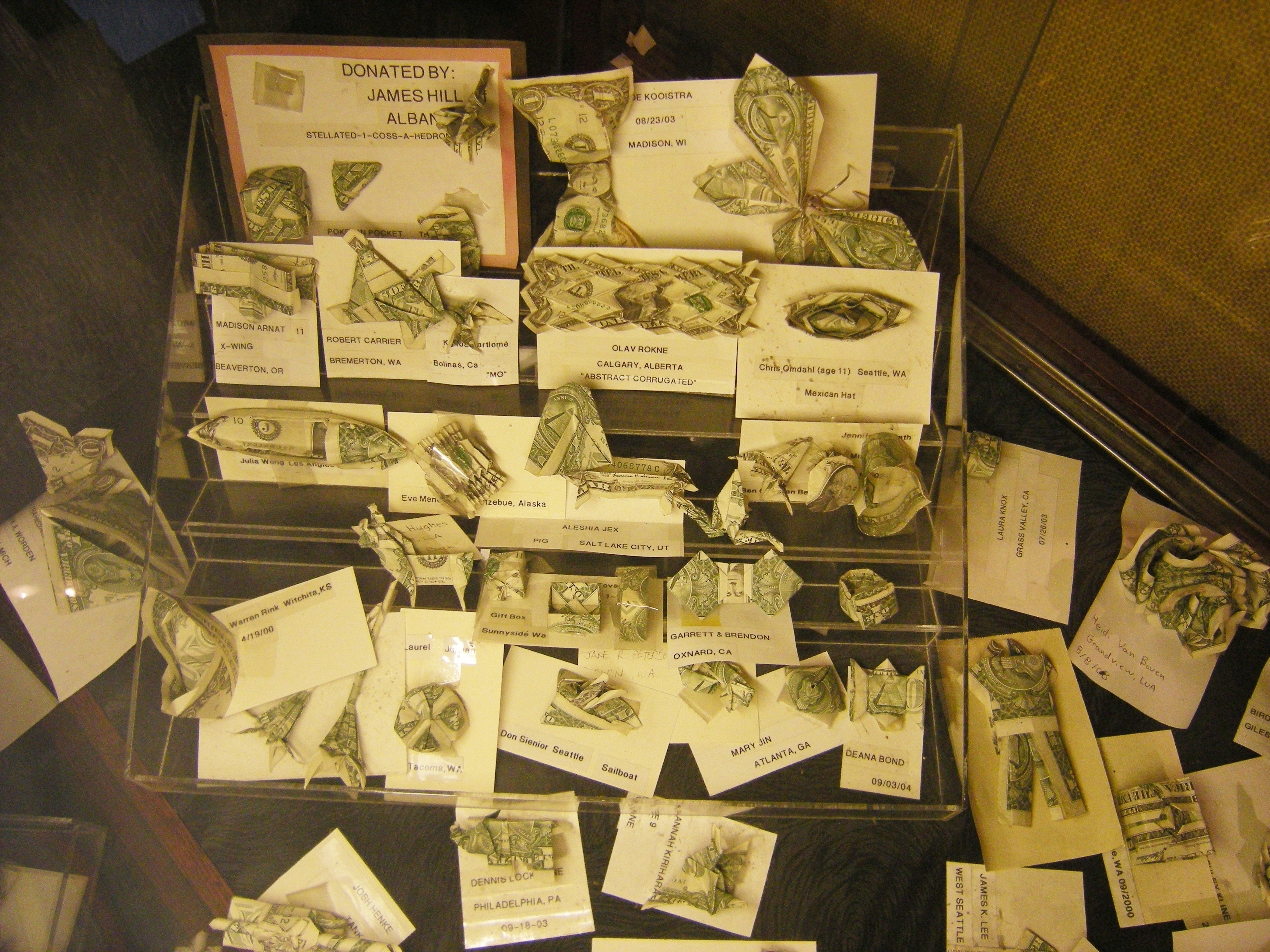
origami xếp bằng tiền giấy
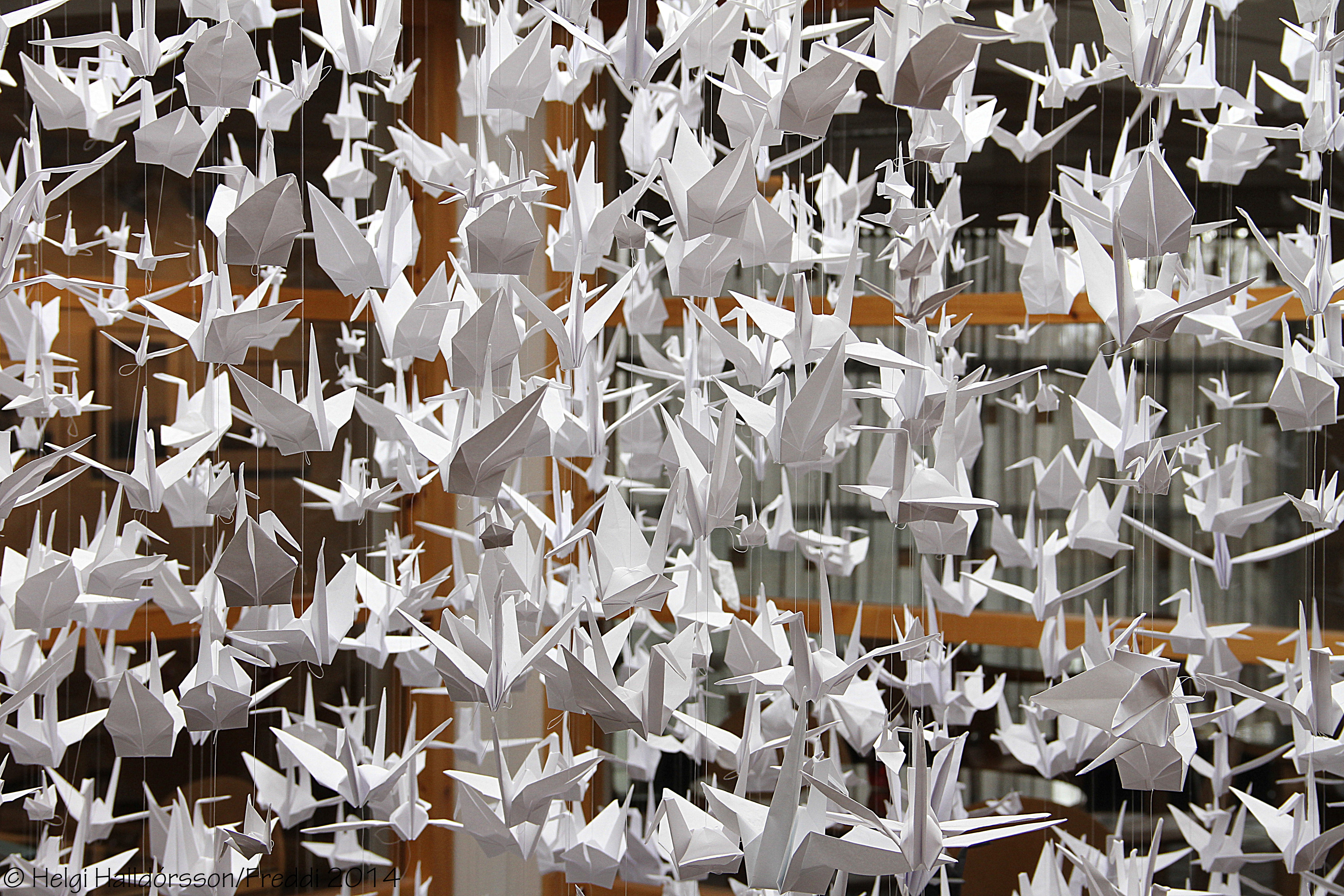
Ngàn cánh hạc
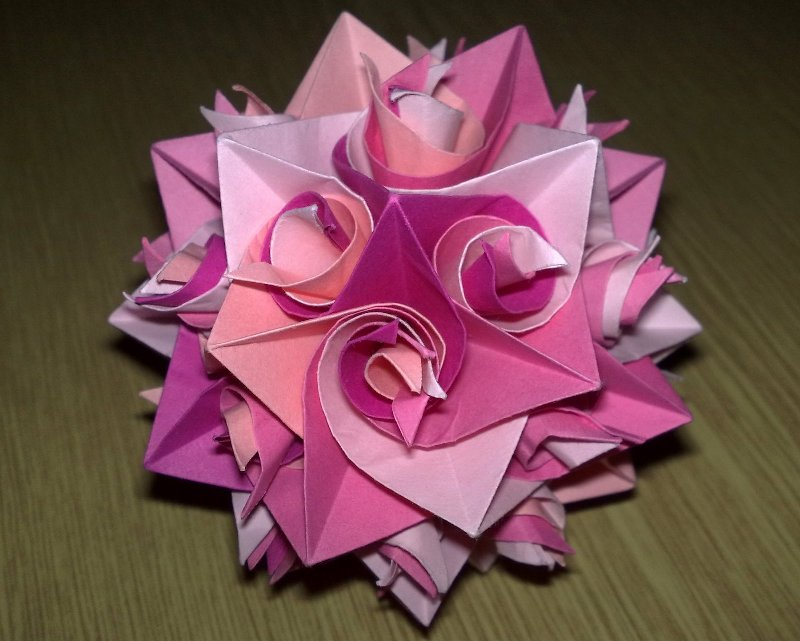